# 항공기상청
항공기상청(航空氣象廳, Aviation Meteorological Office, AMO)은 항공기의 안전과 경제적 운항을 위한 기상 정보의 수집·생산·제공 및 인천비행정보구역내 기상 감시의 업무를 수행하는 대한민국 기상청의 소속기관이다. 2008년 2월 29일 발족하였으며, 인천광역시 중구 공항로 272에 위치하고 있다. 청장은 고위공무원단 나등급에 속하는 임기제공무원으로 보한다.
항공기상관측업무는 자동화되어 있으며, 대한민국의 각 공항에 설치된 항공기상관측장비(航空氣象廳觀測裝備, AMOS)를 이용해 풍향, 풍속, 기온, 기압, 강수량, MOR, RVR 등을 관측·예보한다. 이외에도 운고계, 현천계, LLWAS(저층난류경보장치), WindProfiler 등의 장비를 이용해 저고도위험기상정보, 중고도위험기상정보, WAFS(세계공역예보시스템)에서 수신받은 자료 등 비행기의 안전운항에 필요한 기상정보를 제공하고 있다.

## 직무
- 항공기의 안전과 경제적 운항을 위한 기상정보의 수집·생산·제공에 관한 사항
- 인천비행정보구역에 대한 기상감시에 관한 사항

## 연혁
- 1959년 1월 1일: 국립중앙관상대 소속으로 서울국제공항측후소 설치.[4]
- 1963년 2월 12일: 중앙관상대 소속 김포국제공항측후소로 개편. 중앙관상대 소속으로 김포기상송신소 설치.[5]
- 1964년 5월 27일: 김포국제공항측후소 소속으로 부산출장소 설치.[6]
- 1970년 7월 18일: 김포국제공항측후소를 김포공항측후소로, 김포기상송신소를 김포기상통신소로, 부산출장소를 부산분실로 개편. 김포공항측후소 소속으로 제주·삼척·전주분실 설치. 제주측후소 소속으로 제주분실 설치.[7]
- 1972년 9월 23일: 김포공항측후소 소속으로 속초·울산·목포분실 설치.[8]
- 1974년 1월 28일: 전주·목포분실을 폐지하고 소속기관으로 수색·여수분실 설치.[9]
- 1974년 9월 13일: 삼척·울산분실 폐지.[10]
- 1976년 9월 18일: 김포공항측후소를 김포국제공항측후소로, 부산분실을 김해분실로 개편. 여수분실 폐지.[11]
- 1978년 4월 15일: 김포국제공항측후소 소속으로 여수분실 설치.[12]
- 1982년 1월 1일: 중앙기상대 소속으로 변경.[13]
- 1985년 7월 2일: 김해·속초·수색·여수분실 폐지. 김포국제공항측후소 제주분실과 제주측후소 제주분실을 제주측후소 소속 제주공항기상관측소로 통합. 김포국제공항측후소를 김포공항측후소로, 부산지방기상대 및 울산·여수·속초측후소 소속으로 각각 김해공항·울산공항·여수공항·속초공항기상관측소 설치.[14]
- 1990년 8월 13일: 목포측후소 소속으로 목포공항기상관측소 설치.[15]
- 1990년 12월 27일: 기상청 소속으로 변경.[16]
- 1992년 3월 13일: 김포공항측후소를 김포공항기상대로 개편.[17]
- 1994년 9월 9일: 김포기상통신소를 기상통신소로 개편.[18]
- 1996년 12월 31일: 청주기상대 소속으로 청주공항기상관측소 설치.[19]
- 2000년 7월 27일: 제주공항기상관측소를 제주공항기상대로 개편. 기상청 소속으로 항공기상대를 설치하고 김포공항·제주공항기상대 및 김해공항·울산공항·목포공항·여수공항·청주공항·속초공항기상관측소를 소속기관으로 편입.[20]
- 2001년 1월 1일: 책임운영기관으로 지정.[21]
- 2001년 12월 6일: 소속기관으로 대구공항기상관측소 설치.[22]
- 2002년 6월 1일: 소속기관으로 양양공항기상대를 설치하고 속초공항기상관측소를 폐지.[23]
- 2005년 4월 16일: 울산공항기상관측소를 울산공항기상대로, 양양공항기상대를 양양공항기상관측소로 개편.[24]
- 2007년 3월 16일: 항공기상관리본부로 개편하고 기상통신소를 소속기관으로 편입.[25]
- 2007년 4월 20일: 소속기관으로 광주공항·포항공항·사천공항기상관측소 설치.[26]
- 2007년 9월 14일: 목포공항기상관측소를 폐지하고 무안공항기상대 설치. 김해공항·청주공항·대구공항·여수공항·양양공항·광주공항·포항공항·사천공항기상관측소를 김해공항·청주공항·대구공항·여수공항·양양공항·광주공항·포항공항·사천공항기상실로 개편.[27]
- 2008년 2월 29일: 항공기상청으로 개편.[28]
- 2010년 4월 13일: 기상통신소 폐지.[29]
- 2015년 1월 6일: 청주공항·대구공항·광주공항·사천공항·포항공항기상실 폐지.[30]
- 2015년 6월 9일: 김해공항기상실을 김해공항기상대로 개편.[31]

## 역대 기관장

### 항공기상대장
| 대수 | 이름   | 임기                               | 비고 |
| ---- | ------ | ---------------------------------- | ---- |
| 초대 | 서정갑 | 2000년 7월 31일 ~ 2000년 12월 31일 |      |
| 2대  | 김상조 | 2001년 1월 1일 ~ 2006년 12월 31일  |      |
| 3대  | 이성재 | 2007년 1월 1일 ~ 2007년 3월 15일   |      |

### 항공기상관리본부장
| 대수 | 이름   | 임기                              | 비고 |
| ---- | ------ | --------------------------------- | ---- |
| 초대 | 이성재 | 2007년 3월 16일 ~ 2008년 2월 28일 |      |

### 항공기상청장
| 대수 | 이름   | 임기                               | 비고     |
| ---- | ------ | ---------------------------------- | -------- |
| 초대 | 이성재 | 2008년 2월 29일 ~ 2008년 12월 31일 |          |
| 2대  | 허은   | 2009년 4월 10일 ~ 2011년 4월 9일   |          |
| 3대  | 최치영 | 2011년 6월 1일 ~ 2014년 5월 31일   |          |
| 4대  | 박정규 | 2014년 7월 14일                    |          |
| -    | 이재원 | 2017년 9월 28일                    |          |
| 7대  | 손승희 | 2020년 1월 20일 ~ 2022년 12월 16일 |          |
| -    | 김용상 | 2022년 12월 17일 ~ 2023년 2월 26일 | 직무대리 |
| 8대  | 허복행 | 2023년 2월 27일 ~                  |          |

## 조직

### 청장
- 기획운영과[32]
- 관측예보과[33]
- 정보기술과[34]
- 항행기상팀[35]

### 소속기관
- 공항기상대[36]
  - 김포공항기상대
  - 제주공항기상대
  - 무안공항기상대
  - 울산공항기상대
  - 김해공항기상대
- 공항기상실[37]
  - 여수공항기상실
  - 양양공항기상실